# Elecciones municipales de La Plata de 2015

## Resultados

### Resultados de las primarias
| Elecciones Primarias en el Partido de La Plata del 9 de agosto de 2015. Intendente Escrutado 96,93% Fuente: Ministerio de Gobierno Provincia de Buenos Aires (enlace roto disponible en Internet Archive; véase el historial, la primera versión y la última). |

| Partido/Alianza                           | Votos   | %      | Precandidatos              | Votos  | %      | Resultado                                  |
| ----------------------------------------- | ------- | ------ | -------------------------- | ------ | ------ | ------------------------------------------ |
| Cambiemos Buenos Aires                    | 124.387 | 33,53% | Julio Garro                | 48.265 | 38,80% | Habilitado para las elecciones generales   |
| Cambiemos Buenos Aires                    | 124.387 | 33,53% | Sergio Panella             | 40.315 | 32,41% | Inhabilitado para las elecciones generales |
| Cambiemos Buenos Aires                    | 124.387 | 33,53% | Claudio Pérez Irigoyen     | 35.807 | 28,79% | Inhabilitado para las elecciones generales |
| Frente para la Victoria                   | 122.388 | 33,00% | Pablo Bruera               | 67.552 | 55,19% | Habilitado para las elecciones generales   |
| Frente para la Victoria                   | 122.388 | 33,00% | Florencia Saintout         | 54.836 | 44,81% | Inhabilitado para las elecciones generales |
| Unidos por una Nueva Alternativa          | 65.794  | 17,74% | José Arteaga               | 19.943 | 29,63% | Habilitado para las elecciones generales   |
| Unidos por una Nueva Alternativa          | 65.794  | 17,74% | Marcelo "Chuby" Leguizamón | 16.408 | 24,94% | Inhabilitado para las elecciones generales |
| Unidos por una Nueva Alternativa          | 65.794  | 17,74% | Carlos Melzi               | 13.716 | 20,85% | Inhabilitado para las elecciones generales |
| Unidos por una Nueva Alternativa          | 65.794  | 17,74% | Oscar Vaudagna             | 8.253  | 12,54% | Inhabilitado para las elecciones generales |
| Unidos por una Nueva Alternativa          | 65.794  | 17,74% | Javier Pacharotti          | 7.924  | 12,04% | Inhabilitado para las elecciones generales |
| Progresistas                              | 20.594  | 5,55%  | Gastón Crespo              | 13.905 | 67,52% | Habilitado para las elecciones generales   |
| Progresistas                              | 20.594  | 5,55%  | Pablo Crisóstomo           | 6.689  | 32,48% | Inhabilitado para las elecciones generales |
| Frente de Izquierda y de los Trabajadores | 16.150  | 4,35%  | Luana Simioni              | 8.124  | 50,30% | Habilitado para las elecciones generales   |
| Frente de Izquierda y de los Trabajadores | 16.150  | 4,35%  | Amelia García              | 8.026  | 49,70% | Inhabilitado para las elecciones generales |
| Patria Grande                             | 7.601   | 2,05%  | Leandro Amoretti           | 7.601  | 100%   | Habilitado para las elecciones generales   |
| Frente Popular                            | 3.017   | 0,81%  | Jesús "Tito" Plaza         | 3.017  | 100%   | Inhabilitado para las elecciones generales |
| Compromiso Federal                        | 2.594   | 0,70%  | Marcelo Peña               | 1.401  | 54,01% | Inhabilitado para las elecciones generales |
| Compromiso Federal                        | 2.594   | 0,70%  | Gabriela Sartor            | 1.193  | 45,99% | Inhabilitado para las elecciones generales |
| Unión del Pueblo La Plata                 | 2.510   | 0,68%  | Daniel de Santis           | 2.510  | 100%   | Inhabilitado para las elecciones generales |
| Nuevo MAS                                 | 2.158   | 0,58%  | Eric Simonetti             | 2.158  | 100%   | Inhabilitado para las elecciones generales |
| Movimiento Socialista de los Trabajadores | 2.089   | 0,56%  | Francisco Torres           | 2.089  | 100%   | Inhabilitado para las elecciones generales |
| Partido Todos por Buenos Aires            | 928     | 0,25%  | Carlos Ortelli             | 928    | 100%   | Inhabilitado para las elecciones generales |
| Partido Popular                           | 712     | 0,19%  | José María Vigo            | 712    | 100%   | Inhabilitado para las elecciones generales |
|                                           |         |        |                            |        |        |                                            |
| Votos positivos                           | 370.922 | 90,81% |                            |        |        |                                            |
|                                           |         |        |                            |        |        |                                            |
| Votos en blanco                           | 34.176  | 8,37%  |                            |        |        |                                            |
| Votos nulos                               | 3.087   | 0,76%  |                            |        |        |                                            |
|                                           |         |        |                            |        |        |                                            |
| Total votantes                            | 408.475 | 78,88% |                            |        |        |                                            |
| Electores habilitados                     | 517.839 | 100%   |                            |        |        |                                            |

### Resultados de las generales
| Elecciones generales en el Partido de La Plata del 25 de octubre de 2015 para Intendente. |

| Partido Alianza                           | Candidatos       | Votos   | Porcentaje |
| ----------------------------------------- | ---------------- | ------- | ---------- |
| Cambiemos Buenos Aires                    | Julio Garro      | 170.369 | 41,64%     |
| Frente para la Victoria                   | Pablo Bruera     | 115.333 | 28,19%     |
| Unidos por una Nueva Alternativa          | José Arteaga     | 65.379  | 15,98%     |
| Frente de Izquierda y de los Trabajadores | Luana Simioni    | 23.158  | 5,66%      |
| Progresistas                              | Gastón Crespo    | 19.577  | 4,78%      |
| Patria Grande                             | Leandro Amoretti | 15.376  | 3,76%      |
|                                           |                  |         |            |
| Votos positivos                           | 409.192          | 92,62%  |            |
|                                           |                  |         |            |
| Votos en blanco                           | 30.298           | 6,86%   |            |
| Votos nulos                               | 2.323            | 0,53%   |            |
|                                           |                  |         |            |
| Total votantes                            | 441.813          | 80%     |            |
| Electores habilitados                     | 552.298          | 100%    |            |

- Datos: Q26183894